# 1560-talet

## Händelser
- Nordiska sjuårskriget utkämpas.

## Födda
- Galileo Galilei, italiensk astronom.
- William Shakespeare, engelsk pjäsförfattare.

## Avlidna
- 29 september 1560 - Gustav Vasa, riksföreståndare av Sverige 1521-1523 och kung av Sverige 1523-1560.